# Valdemaluque
Valdemaluque ist eine kleine nordspanische Gemeinde (municipio) mit 137 Einwohnern (Stand: 2024) im Westen der Provinz Soria in der Autonomen Region Kastilien-León. Die Gemeinde gehört zur bevölkerungsarmen Serranía Celtibérica. Neben dem Hauptort Valdemaluque gehören die Ortschaften Aylagas, Sotos del Burgo, Valdeavellano und Valdelinares zur Gemeinde.

## Lage und Klima
Die Gemeinde Valdemaluque liegt in ca. 945 m knapp 58 km (Fahrtstrecke) westsüdwestlich von Soria. Das Klima ist gemäßigt bis warm; Regen (ca. 582 mm/Jahr) fällt überwiegend im Winterhalbjahr.

## Bevölkerungsentwicklung
| Jahr      | 1970 | 1981 | 1991 | 2001 | 2011 | 2021 |
| Einwohner | 757  | 472  | 358  | 290  | 214  | 148  |

## Sehenswürdigkeiten

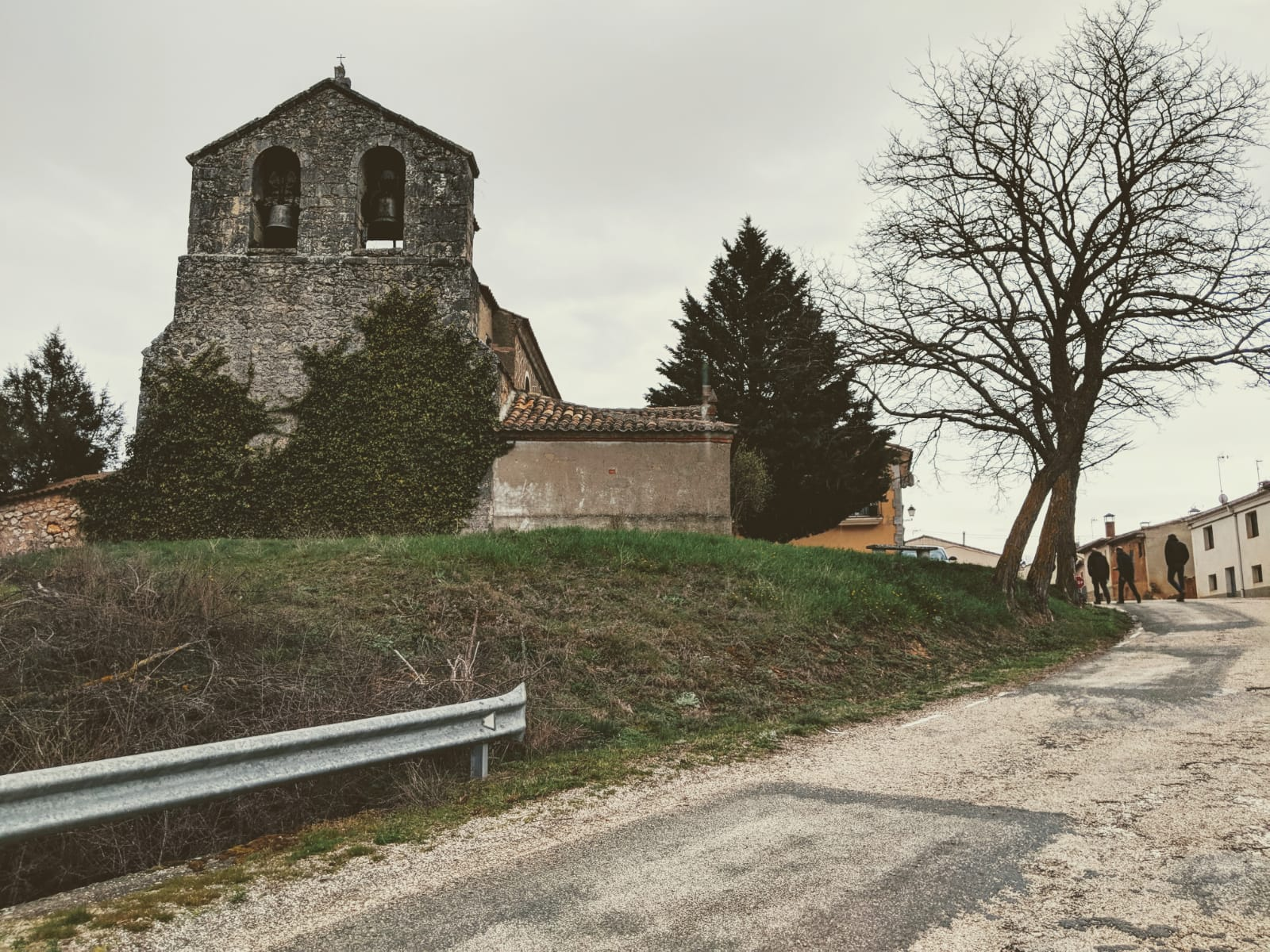
Johanniskirche

- Johanniskirche